# Самсоново
Самсо́ново (рос. Самсоново) — село у складі Шипуновського району Алтайського краю, Росія. Адміністративний центр Самсоновської сільської ради.

## Населення
Населення — 773 особи (2010; 822 у 2002).
Національний склад (станом на 2002 рік):
- росіяни — 93 %